# Christian Norberg-Schulz
Thorvald Christian Norberg-Schulz (Oslo, 23 de mayo de 1926 - 28 de marzo de 2000), arquitecto, teórico e historiador de la arquitectura noruego. 

## Biografía
Nace en Oslo, hijo del docente del mismo nombre y de Laura Lunde. Casado con la italiana Anna Maria de Dominicis, fue padre de la soprano Elizabeth Norberg-Schulz.
Estudia arquitectura en el Instituto Politécnico de Zúrich, con maestros como Siegfried Giedion. Se gradúa en 1949 y retorna a su país. En 1950, junto con Arne Korsmo, Sverre Fehn, Peter Andreas Munch Mellbye, Geir Grung, Odd Østbye, Håkon Mjelva y Robert Esdaile, y el arquitecto danés Jørn Utzon, fundan el grupo PAGON (Grupo de arquitectos proyectistas de Oslo, Noruega), una rama noruega de los CIAM. Durante la década de 1950 diseñan numerosos proyectos para Oslo y Bergen, que nunca se concretaron. 
Si bien en su país es conocido como arquitecto proyectista, a nivel internacional es muy famoso por sus libros sobre historia de la arquitectura, en particular, sobre la arquitectura clásica italiana, el barroco y obras teóricas. Se ocupa de la teoría; es característico en él que sutilmente se eleva de las preocupaciones analíticas y psicológicas de sus primeros escritos, para internarse en la cuestión de la fenomenología del lugar; fue uno de los primeros teóricos de la arquitectura en acercarse al pensamiento de Martin Heidegger.

## Obras
- Michelangelo som arkitekt, Oslo 1958
- Intentions in Architecture, MIT Press, Cambridge, Massachusetts 1965 ISBN 0-262-64002-3
- Intensjoner i arkitekturen, Oslo 1967
- Stav og laft i Norge (med Gunnar Bugge), Oslo 1969 ISBN 82-7532-003-8
- Existence, Space and Architecture Praeger Publishers, London, 1971
- Meaning in Western Architecture, Rizzoli, New York 1974 ISBN 0-8478-0319-8
- Mellom jord og himmel, Oslo 1978, 1992 ISBN 82-530-1585-2
- Baroque Architecture, Milano 1979 ISBN 0-571-14600-7
- Late Baroque and Rococo Architecture, Rizzoli, Milano 1980 ISBN 0-571-14516-7
- Genus Loci, Towards a phenomenology of architecture, Rizzoli, New York, 1980 ISBN 0-8478-0287-6
- Arne Korsmo, Oslo 1986, 2000 ISBN 82-15-00008-8
- Modern Norwegian Architecture, Gjøvik 1986 ISBN 82-00-07696-2
- Et sted å være, Oslo 1986
- New World Architecture, Princeton Architectural Press, New York 1988 ISBN 0-910413-43-6
- Minnesjord, Oslo 1991
- Concept of Dwelling Rizzoli, New York. 1993.
- Nattlandene, Oslo 1993 ISBN 82-05-21897-8
- Stedskunst, Oslo 1995 ISBN 82-05-23502-3
- Nightlands. Nordic Building, MIT Press, Cambridge, Mass., 1997.
- Øye og Hånd, Oslo 1997 ISBN 82-05-24728-5
- Principles of modern architecture, Singapore 2000 ISBN 1-901092-24-0
- Architecture: Presence, Language, Place, Skira, Milano 2000 ISBN 88-8118-700-0